# Piros malom

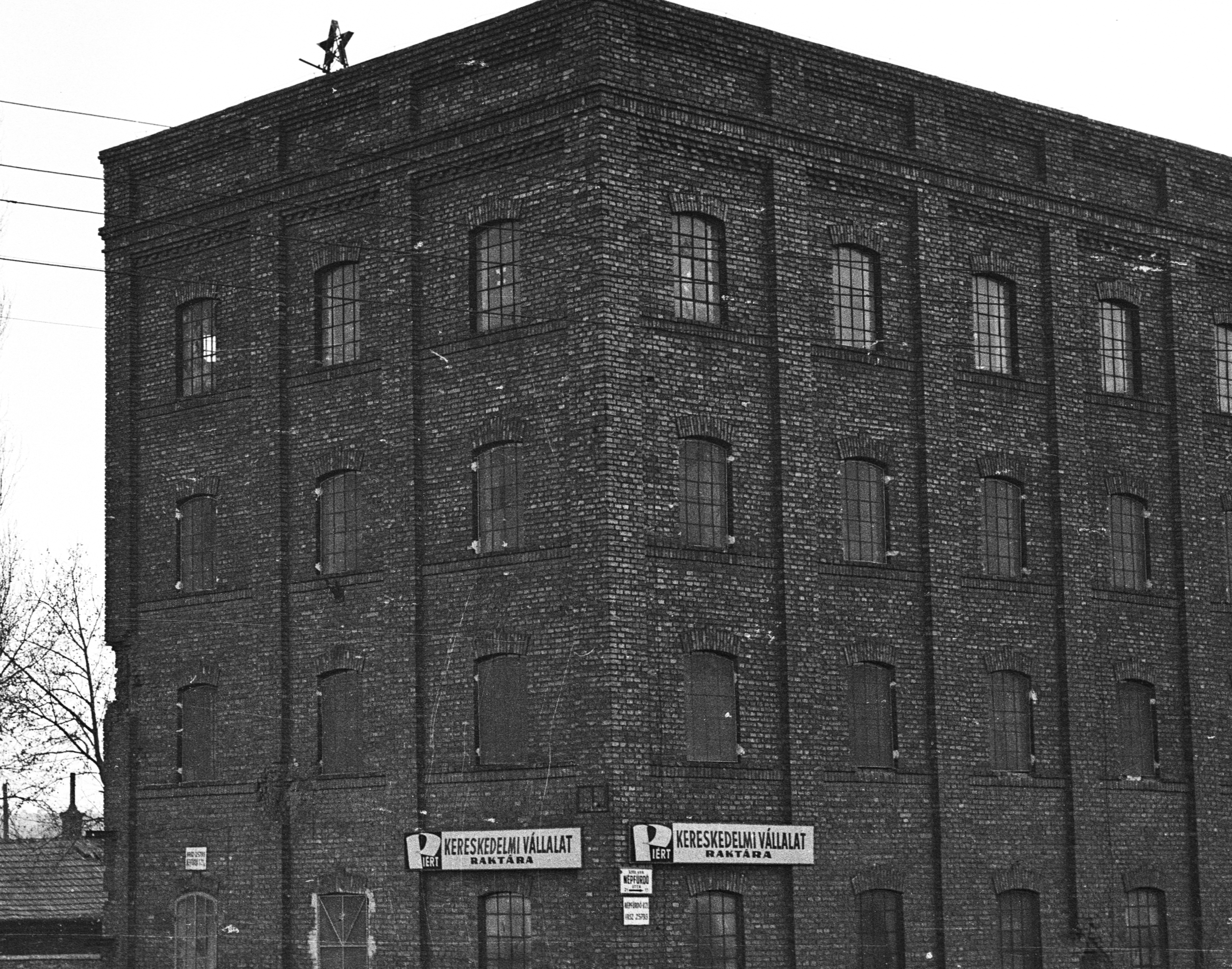
1975-ös felvétel

A Reisz testvérek malma, közkeletű nevén Piros malom egy nagy múltú budapesti élelmiszeripari üzem, gőzmalom volt.

## Története
Angyalföld–Vizafogó területén a 19. század második felében jelentős iparosodás ment végbe. Ennek egyik részeként épült fel 1879-ben a Reisz testvérek gőzmalma is a Latha utca mentén (Árbóc utca meghosszabbítása nyugati irányban). (Ma már nem létező utca, a gyár a mai Árpád híd Népfürdő utcai, déli lejáratával szemben feküdt.)
Később a közelében épült a Rézhenger Művek.
A korabeli fényképábrázolások szerint az üzem egyetlen, nagy méretű, háromemeletes épületből állt. Más ipari üzemekhez hasonlóan nyerstégla burkolatot kapott, amelyen szegmensíves ablakok nyíltak.
Az üzem eredeti funkciójában az 1920-as évekig működött, attól kezdve csak raktározási célokra szolgált. Elbontására az 1970-es években került sor. Helyére lakótelep épült.

## Korabeli térképábrázolások
- 1895-ös térképábrázolás
- 1903-as térképábrázolás
- 1908-as térképábrázolás